# Loulou (film)
Loulou is een Franse film van Maurice Pialat die werd uitgebracht in 1980.
In deze film werkte Gérard Depardieu voor het eerst samen met Pialat. Later volgden nog de politiefilm Police (1985), het religieus gekleurd drama Sous le soleil de Satan (1987) en de tragikomedie Le Garçu (1995).

## Verhaal
Nelly, een jonge vrouw, heeft genoeg van het veilig en goed geordend leventje dat ze leidt met André, haar oudere echtgenoot. Ze wordt verliefd op Loulou, een jonge ruige en ongemanierde boef zonder vast werk. Ze ruilt haar burgerlijke zekerheden in voor een leven vol seksuele passie. Nelly en Loulou worden passionele minnaars en willen samen gelukkig worden. Maar Loulou wil niet deugen en trekt Nelly langzaam mee. 
Dan blijkt Nelly zwanger en beginnen ze plannen te maken voor een gezinnetje met een serieuze baan voor Loulou, zn verleden als kleine boef en vechtersbaas achter zich latende, maar dan krijgt Nelly een miskraam en  vervalt Loulou in zn oude gewoontes en trekt Nelly daarin weer mee.

## Rolverdeling
| Acteur                  | Personage   |
| ----------------------- | ----------- |
| Isabelle Huppert        | Nelly       |
| Gérard Depardieu        | Loulou      |
| Guy Marchand            | André       |
| Humbert Balsan          | Michel      |
| Bernard Tronczyk        | Rémy        |
| Christian Boucher       | Peirot      |
| Frédérique Cerbonnet    | Dominique   |
| Jacqueline Dufranne     | Mémère      |
| Willy Safar             | Jean-Louis  |
| Agnès Rosier            | Cathy       |
| Patricia Coulet         | Marité      |
| Jean-Claude Meilland    | Jean-Claude |
| Patrick Playez          | Thomas      |
| Gérald Garnier          | Lulu        |
| Catherine De Guirchitch | Marie-Jo    |
| Jean Van Herzeele       | René        |
| Patrick Poivey          | Philippe    |
| Xavier Saint-Macary     | Bernard     |